# ドナルド・マッケンジー＝ケネディ
ドナルド・マッケンジー＝ケネディ（Donald Mackenzie-Kennedy, 1889年 - 1965年）は、第25代イギリス領モーリシャス総督。在任期間は1942年7月5日から1948年12月5日まで。